# Экман, Кайса Экис
Кайса «Экис» Экман (швед. Kajsa «Ekis» Ekman; род. в 1980 г.) — шведская журналистка, писательница и левая активистка. Автор нескольких работ о финансовом кризисе, правах женщин и критике капитализма. Пишет для крупной шведской газеты «Дагенс Нюхетер» и левого ежедневника «ETC», а также для англоязычных «Гардиан», «TruthDig» и «Feminist Current».

## Книги
Её книга «Жизнь и жизнь купленных: проституция, суррогатное материнство и разрушение личности» (2010) вызвала в Швеции большую дискуссию о суррогатном материнстве. В ней автор рассматривает, как секс-индустрия и индустрия суррогатного материнства превращают женские тела в товар. Экман, сторонница «шведской модели» борьбы с проституцией, критикует термин «секс-работа» как нечестивый союз между неолиберальными правыми и постмодернистскими левыми, оправдывающий эксплуатацию женщин. Она также приводит случаи, в которых профсоюзы секс-работников финансировались сутенерами или же лицами, не имеющими никакого отношения к борьбе самих женщин в проституции. Книга была переведена на французский, английский, испанский и немецкий языки.
Следующая книга Экман «Долг» (2013), переведённая на греческий под названием «Украденная весна» (2014), описывает европейский долговой кризис «изнутри» — с точки зрения наиболее пострадавшей от экономических трудностей Греции — и построена на интервью, взятых у греческих респондентов: начиная от известных политиков вроде Алексиса Ципраса и Георгиоса Папандреу и заканчивая рядовыми рабочими. Экман критикует утверждение о том, что в кризисе виноват сам греческий народ, указывая вместо этого на противоречия капитализма. Эта солидарность с Грецией была отмечена наградой «Шведско-греческая книга года-2016».
Экман выступила в числе ключевых докладчиков на «Фестивале подрывных идей» (Festival of Dangerous Ideas) в Австралии в 2014 году.
В своём выступлении на конференции TED «Все говорят о капитализме, но что это?» она указывает, что хотя свободный рынок может быть полезным инструментом, но капитализм лишён моральной ответственности и не способен предложить выход из кризисных явлений в климатических изменениях, национальных государствах и мире в целом. Она требует регулирования финансового сектора во избежание кризисов и «демократии во всех сферах общественной жизни, включая демократию на рабочем месте».
Она полемизирует с такими левыми теоретиками, как Пол Мейсон, считающими, что роботизация не оставит нам никаких рабочих мест: Экман подчёркивает, что они не видят работы, выполняемой в секторе программного обеспечения, и соответствующих «невидимых работников».
Была среди участников «Флотилии свободы» в Газу в 2015 году, доставлявшей гуманитарную помощь палестинцам, и провела неделю в израильской тюрьме.
В 2010 году стала первой лауреаткой «Робеспьеровской премии» — младшего аналога «Гран-при Яна Мюрдаля — Ленинской премии». В 2016 году награждена Премией имени Сары Лидман. В 2020 году Кайса Экман завоевала Гран-при Яна Мюрдаля — Ленинскую премию.